# Tonga op de Olympische Winterspelen 2018
Tonga was een van de deelnemende landen aan de Olympische Winterspelen 2018 in Pyeongchang, Zuid-Korea.
Bij de tweede opeenvolgende deelname van het land aan de Winterspelen kwam een deelnemer in actie. Na de rodelaar Bruno Banani in 2014, nam deze editie langlaufer Pita Taufatofua deel. Hij was ook de vlaggendrager bij de openings- en sluitingsceremonie en kwam uit op een  onderdeel.

## Deelnemers en resultaten
(m) = mannen 

### Langlaufen
| Olympiër        | Onderdeel             | Resultaat | Prestatie          |
| --------------- | --------------------- | --------- | ------------------ |
| Pita Taufatofua | 15 km vrije stijl (m) | 114e      | 56.41,1 (+22.57,2) |